# Michaił Worotyński
Michaił Iwanowicz Worotyński (ros. Михаил Иванович Воротынский; ur. ok. 1516, zm. 1573) – rosyjski dowódca.
Pochodził z rodu książąt wierchowskich. W 1552 podbił Chanat Kazański. Następnie zbudował linię umocnień broniących przed najazdami Chanatu Krymskiego. W 1561-1565 więziony przez cara w Biełoziersku. Potem gubernator Kazania. W 1572 pokonał Tatarów krymskich pod Mołodią. Andrzej Kurbski utrzymywał, że Worotyńskiego zabił Iwan IV Groźny, który widział w nim politycznego konkurenta.